# Krew pełna konserwowana
Krew pełna konserwowana, KPK – stosowany w transfuzjologii preparat krwiopochodny powstały przez dodanie do krwi pobranej od dawcy płynu konserwującego. Zawiera pełny skład fizjologiczny krwi, nie zawiera funkcjonujących płytek krwi ani labilnych czynników krzepnięcia (czynnika V oraz czynnika VIII).
Preparat powinien być przechowywany w temperaturze od +2 do +6 °C. W zależności od podłoża ma różny okres ważności: w płynie CPD – 21 dni, natomiast w płynie CDPA-1 – 35 dni.

## Zastosowanie
- w przypadkach, w których występuje równocześnie niedobór erytrocytów i znaczny spadek objętości krwi krążącej (> 25%) oraz do przygotowania składników do transfuzji wymiennej u noworodków (tylko z krwi przechowywanej nie dłużej niż 5 dni)[3][4]
- materiał do izolowania składników krwi[4]

Przetoczenie jednej jednostki KPK dorosłemu powoduje wzrost hematokrytu o 3–4%, a poziomu hemoglobiny o 1 g%, natomiast u dzieci przetoczenie 8 ml KPK/kg masy ciała powinno zwiększyć stężenie hemoglobiny o 1 g%. Przed przetoczeniem należy wykonać próbę zgodności. Obecnie stosuje się krew pełną rzadziej niż w latach ubiegłych.
Krew pełna konserwowana znajduje się na wzorcowej liście podstawowych leków Światowej Organizacji Zdrowia (WHO Model Lists of Essential Medicines) (2017).

## Powikłania
Możliwymi powikłaniami przetoczenia krwi pełnej konserwowanej są: przeciążenie krążenia, hemoliza, reakcje niehemolityczne (przede wszystkim dreszcze, gorączka, pokrzywka), sepsa, przeniesienie zakażenia kiłą (tylko jeżeli zakażona krew przed przetoczeniem była przechowywana w temperaturze 4 °C poniżej 96 godzin), przeniesienie zakażenia wirusowego (np. ludzki wirus niedoboru odporności (HIV), wirus zapalenia wątroby typu C (HCV)), przeniesienie zakażenia pierwotniakami (np. malaria), alloimmunizacja, zatrucie cytrynianem sodu (po przetoczeniu dużych ilości krwi pełnej u noworodków i osób z zaburzeniami czynności wątroby), hiperkaliemia, małopłytkowość poprzetoczeniowa oraz ostre poprzetoczeniowe uszkodzenie płuc.

## Odmiany
UKPK, ubogoleukocytarna krew pełna – powstaje podczas pobrania krwi od dawcy do pojemnika z wbudowanym filtrem do usuwania leukocytów. Odfiltrowaniu podlegają leukocyty i płytki krwi, celem profilaktyki zakażenia cytomegalowirusem oraz reakcji niehemolitycznej.